# James Marion Sims
James Marion Sims (Hanging Rock, 25 gennaio 1813 – New York, 13 novembre 1883) è stato un chirurgo statunitense,   è considerato il padre della ginecologia statunitense.
Infatti è proprio grazie a lui che la moderna chirurgia ginecologica ha avuto inizio, nonostante alcuni metodi da lui adottati furono duramente criticati e tuttora messi in discussione dagli storici moderni. Sims ha usato schiave afroamericane, senza anestesia, come soggetti sperimentali nello sviluppo di innovative tecniche chirurgiche. È stato descritto come "un primo esempio di progresso nella professione medica fatta a spese di una popolazione vulnerabile."

## Biografia

### Gli studi
Sims nacque ad Hanging Rock, nella Carolina del Sud, da John e Mahala Mackey Sims. Trascorse i primi dodici anni della sua vita con la sua famiglia a Heath Springs nella Contea di Lancaster.
Nel 1825, tutta la famiglia Sims si trasferì nella Contea di Lancaster dove suo padre John fu nominato sceriffo.
J.Marion iniziò i suoi studi al South Carolina College dove nel 1832 conseguì il diploma. Successivamente, interessato all'ambito medico, studiò dapprima per un anno al Medical College of South Carolina, in South Carolina, dove, nel 1833, seguì anche un corso della durata di tre mesi al Medical College of Charleston. Si trasferì successivamente a Filadelfia in Pennsylvania dove si iscrisse al Jefferson Medical College. Qui terminò i suoi studi medici laureandosi nel 1835.

### I primi anni di carriera
Tornato dopo la laurea a Lancaster, dove risiedevano ancora i suoi genitori, nel 1836, si sposò con Theresa Jones, figlia del dottor Barlett Jones, di cui si era innamorato durante gli studi al South Carolina College in Columbia e dalla quale ebbe più di un figlio. A Lancaster iniziò anche a praticare la professione medica. Però, a seguito della morte di alcuni suoi primi pazienti, il dottor Sims, scoraggiato, decise di trasferirsi con la famiglia a Mount Meigs, in Alabama. Qui iniziò ad affermarsi come medico ma purtroppo, essendo il posto situato in aperta campagna e per questo poco adatto alla salute, l'intera famiglia Sims contrasse la malaria. Per questi motivi nel 1840 furono costretti a trasferirsi nuovamente, spostandosi questa volta a Montgomery, sempre in Alabama, dove il clima migliore favorì la loro guarigione. In breve tempo, oltre alla salute, J.Marion guadagnò anche una buona reputazione sia come medico che come chirurgo. Fu infatti proprio lui il primo medico del sud degli Stati Uniti a cimentarsi con successo in operazioni come quelle per la cura dello strabismo o del piede torto congenito. Nel 1845 pubblicò un documento riguardante le probabili cause e le corrette modalità di trattamento del trismus nascentium, malattia riconducibile al tetano, sia nel Journal of Medical Sciences che successivamente nel "Saggio sulla patologia ed il trattamento dei Nascentium Trismus dei bambini" (Filadelfia, 1864). Questi suoi studi però non furono generalmente accettati positivamente dall'ambiente medico anche se alcuni colleghi riuscirono a mettere in pratica con successo i metodi da lui descritti.
Appena ebbe la possibilità economica, Sims costruì, vicino alla sua abitazione, una struttura dove poter accogliere e seguire otto degenti, operare e continuare le sue ricerche.

### L'approccio con l'ambito ginecologico
Fino ad allora non era mai capitato al dottor Sims di confrontarsi con l'ambito ginecologico.
Questo settore lo coinvolse per la prima volta nel giugno del 1845 quando un giovane uomo si presentò a lui con la richiesta di guarire tre schiave affette da fistole vescico-vaginali che, in quelle condizioni, non potevano continuare a lavorare nelle sue piantagioni. Le fistole vescico-vaginali, conseguenza solitamente di un travaglio traumatico durante il parto, rendevano le donne affette socialmente emarginate ma soprattutto le costringevano a sofferenze a cui, in quei tempi, non si riusciva ancora a porre rimedio. Fu proprio Sims il primo a impegnarsi nella ricerca medica di una cura adeguata per questo tipo di patologia, motivo per cui fu successivamente riconosciuto come il padre della ginecologia americana.

### Cura delle fistole vescico-vaginali
Approfittando dell'arrivo nel suo piccolo reparto delle tre schiave, Ararcha, Betsey e Lucy, Sims incominciò ad approfondire seriamente lo studio dei diversi casi di fistole. A quel tempo Marion non poté fare molto per loro. Ma successivamente, grazie a una particolare esperienza, Sims ebbe un'intuizione che cambiò radicalmente il suo modo di operare. Fu chiamato infatti a visitare una donna che, in seguito a una caduta da cavallo, si era lesionata gravemente la pelvi. Nel tentativo di aiutarla, riuscì a posizionare la paziente in un modo tale che, aiutandosi anche con un cucchiaino come speculum, - come lui stesso scriverà - "vidi tutto perfettamente, come nessuno aveva mai visto in precedenza... ricordo che pensai immediatamente: perché non dovrebbe essere possibile operare anche una fistola, in questo modo?". Dopo quell'episodio Sims si impegnò proprio ad applicare la nuova metodologia nell'ambito delle fistole. Dal 1845 al 1849 compì i suoi esperimenti, arrivando ad operare Ararcha trenta volte (non si è bene a conoscenza se questo fosse stato necessario per problemi riscontrati con le suture o se Sims lo avesse fatto deliberatamente). Benché fosse stata recentemente scoperta l'anestesia, Sims non ne fece uso durante le sue operazioni sulle tre donne. Per questo motivo, e per le prime operazioni definibili dei veri "esperimenti", venne aspramente criticato. Nonostante il modo in cui si svolse il tutto, dopo numerosi interventi e varie difficoltà, Sims riuscì a perfezionare la sua tecnica e a curare con successo le fistole di Ararcha. Dopo di lei curò molte altre donne/schiave presentatesi a lui con lo stesso problema. Fu solo dopo i primi risultati positivi su queste che Sims provò ad intervenire anche su donne caucasoidi affette dalla stessa patologia, questa volta però usando l'anestesia. La svolta, oltre che per la posizione, si raggiunse grazie anche ad altre due importanti innovazioni apportate da Sims: l'utilizzo dello speculum vaginale e della sutura con fili d'argento.
Dopo i successi chirurgici Sims ebbe un lungo periodo di inattività a causa di problemi con la salute: fu infatti colpito questa volta da una particolare forma di enterite che per tre anni non gli permise di svolgere regolarmente l'attività medica. Non restò comunque inattivo in quanto, durante questo periodo, pubblicò nel 1852, sull'American Journal of Medical Sciences, alcuni articoli riguardanti le sue esperienze chirurgiche sulle fistole vescico-vaginali.

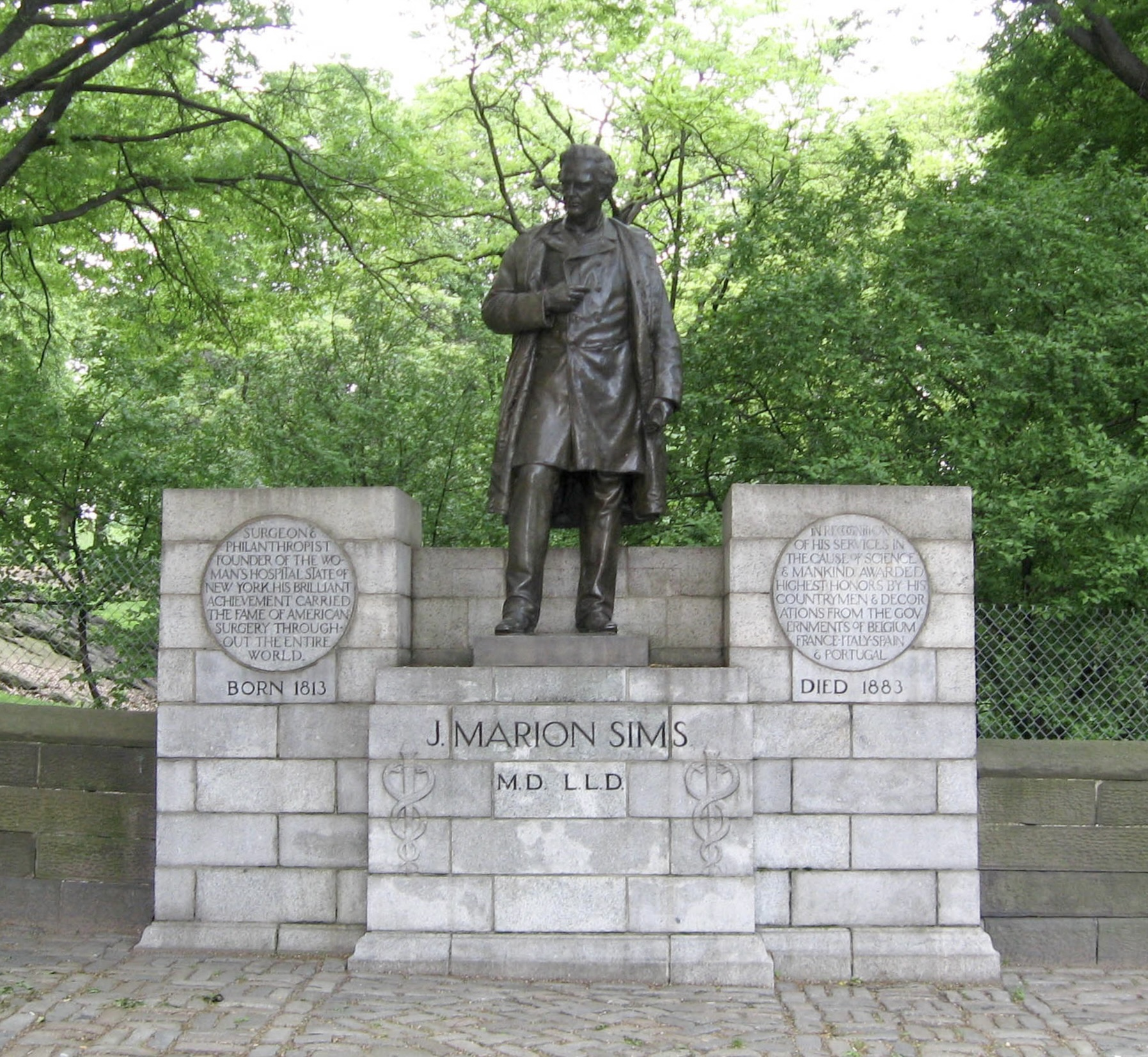
Statua di bronzo di J.M.Sims a Central Park (New York)

### New York ed ilWoman's Hospital
I problemi di salute ma soprattutto la volontà di volersi specializzare sempre più nelle patologie femminili, spinse Sims a trasferirsi nel 1853 a New York. Qui decise di rendere il più possibile concreto il suo impegno presentando subito una proposta di apertura di un'intera struttura specializzata unicamente all'ambito femminile. Dopo due anni passati in attesa di approvazione e di fondi, non senza difficoltà e opposizioni, riuscì, con l'aiuto soprattutto di nobildonne influenti ed interessate in prima persona al progetto, ad inaugurare un piccolo ospedale nel 1855. Questa nuova struttura prese il nome di Woman's Hospital of the State of New York e fu il primo ospedale ginecologico americano. Si riscontrò immediatamente la necessità di aumentarne le dimensioni tanto che nel 1857 Sims riuscì ad averne il permesso e con esso 50.000 dollari di finanziamento. Fu proprio in questa struttura che si otterranno molti progressi nell'ambito della chirurgia ginecologica, oltre che per il contributo di Sims, grazie anche all'operato di altri medici come Edmund Peaslee (1814-1878), Thomas Addis Emmet (1828-1919) e Theodore Gaillard Thomas (1831-1903). Anche in questa situazione però Sims fu duramente criticato per le metodiche adottate: usava infatti operare le donne in anfiteatri in maniera tale che tutti coloro che volessero seguire gli interventi ne avessero la possibilità, senza però considerare le condizioni di imbarazzo e di disagio cui sottoponeva le pazienti.

### L'esperienza in Europa
Intorno al 1860 Sims decise di andare in Europa per studiare il modo di migliorare l'organizzazione del suo ospedale. Si convinse dei vantaggi di dividere la struttura in padiglioni e, una volta tornato a New York, riuscì a far approvare la sua idea. La situazione che trovò al ritorno non fu però delle migliori, infatti nell'aprile del 1861 era scoppiata la guerra civile americana e Sims, essendo un tenace sostenitore del Sud, non poté rimanere e fu costretto a tornare in Europa. Nel Vecchio Continente la sua fama si era già diffusa: Sims fu infatti il primo chirurgo statunitense a godere di una reputazione veramente internazionale. Venne infatti accolto in maniera eccezionale, soprattutto in Inghilterra ed in Francia. Continuamente chiamato da diversi medici per eseguire i suoi interventi ginecologici nei vari ospedali, ebbe l'opportunità di lavorare a Parigi, Londra, Dublino, Edimburgo, Bruxelles, tutte città dove gli vennero concesse diverse onorificenze. Decise allora di rimanere fino a che non fosse finita la guerra civile americana trasferendosi a Londra intorno al 1864 per garantire ai suoi figli la miglior educazione scolastica possibile. Oltre ad operare, viaggiando nelle città più importanti di quel tempo, Marion scrisse molto riguardo alle sue esperienze in Europa.
Conclusasi la guerra civile, tornò a lavorare a New York dove la situazione in sua assenza era però molto cambiata. Anche se la reputazione di Sims era cresciuta notevolmente grazie alle sue esperienze oltre oceano, quando nel 1868 tornò al suo ospedale, il Woman's Hospital, che fino a quel momento era stato gestito da Thomas Addis Emmet, trovò dei cambiamenti che non condivise, come la possibilità di far assistere agli interventi solo un numero limitato (quindici) di persone. Il primo dicembre del 1874 diede così le dimissioni. Durante il periodo successivo Sims non risiedette sempre negli Stati Uniti. Infatti, quando nel 1870 scoppiò in Europa la guerra franco-prussiana, si imbarcò di nuovo per il Vecchio Continente e una volta qui si adoperò nell'organizzazione del Corpo dell'Ambulanza Anglo-Americana, con mansioni di chirurgo-capo, presentandosi a Sedan immediatamente prima della battaglia (battaglia di Sedan). Dopo aver trattato 1.600 francesi e 1.000 soldati tedeschi in un ospedale che era stato assegnato al Corpo, si dimise lasciando il posto di chirurgo-capo a Sir. William McCormack.

### Gli ultimi anni e la morte
Da quel momento in poi Sims visse continuando a viaggiare tra l'Europa e gli Stati Uniti, sempre per motivi inerenti alla sua professione medica. Durante i suoi spostamenti la famiglia continuò invece a risiedere a Parigi, dove si erano trasferiti al ritorno dall'America.
Nell'ultimo periodo della sua vita, dopo tanti spostamenti ed esperienze, Sims smise di viaggiare e si stabilì definitivamente, con il resto della sua famiglia, nella capitale francese.
Passato qualche anno, tornò però un'ultima volta a New York, dove morì di infarto all'età di settant'anni il 13 novembre del 1883.

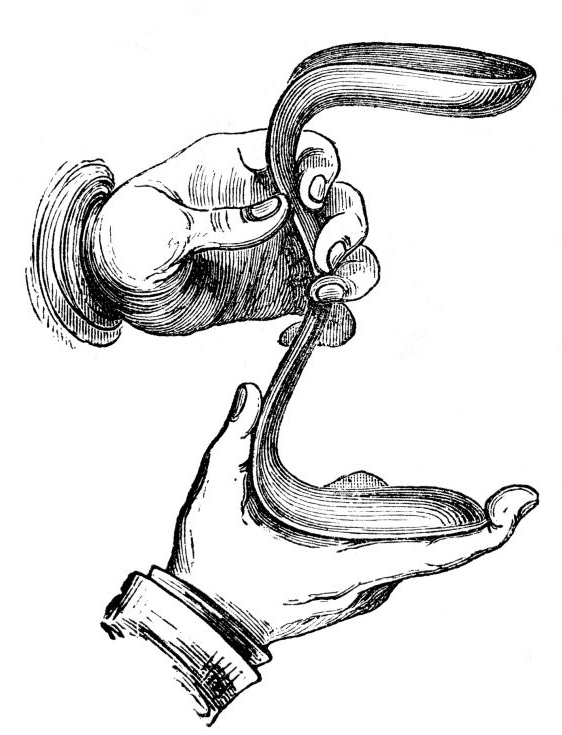
Speculum a "becco d'anatra" o semplicemente Speculum di Sims

## Contributi
Si devono proprio a J.Marion Sims le prime innovazioni nell'ambito della chirurgia ginecologica.
Primo fra tutti, Sims documentò nei suoi scritti una nuova posizione da far assumere durante le operazioni di fiscole vescico-vaginali che prese successivamente il suo nome: la posizione di Sims. Questa posizione per l'esplorazione rettale\vaginale prevedeva che la paziente giacesse sul fianco sinistro con il ginocchio destro flesso contro l'addome e il ginocchio sinistro leggermente piegato, in questo modo -come lui stesso scriverà- " ...era possibile introdurre uno speculum, esponendo il campo operatorio."
Anche lo speculum vaginale, strumento chirurgico, è legato alla figura di Sims. Lui infatti ideò, oltre ad altri strumenti per le operazioni chirurgiche come ad esempio il catetere sigmoideo, un tipo particolare di speculum chiamato speculum "a becco d'anatra" che con il passare del tempo venne semplicemente definito: speculum di Sims.
Questo attrezzo veniva già utilizzato in precedenza e ne esistevano infatti diverse riproduzioni. L'importanza del modello di Sims fu dovuta all'estrema efficienza a cui si era riusciti ad arrivare, permettendo di raggiungere pienamente lo scopo per il quale si richiedeva l'applicazione dello strumento: un'apertura della vagina completa tanto da ottenere un'ottima vista sul campo operatorio.
Si deve inoltre a lui il successo medico nell'ambito della cura delle fistole vescico-vaginali per le quali, come scritto in precedenza, non esisteva alcun tipo di rimedio prima del suo contributo. Inoltre proprio grazie ai numerosi interventi che Sims affrontò, si riuscì nel frattempo, a capire l'assoluta importanza che bisognava dare all'igiene in ogni circostanza ed a studiare quale fosse il modo più opportuno per suturare una ferita chirurgica, considerando i fili d'argento, serrati con pallini di piombo forati in modo da eliminare la fragilità e la deperibilità delle più diffuse suture di seta, la miglior attrezzatura ottenibile in quei tempi.
Nel campo chirurgico si devono a lui anche progressi per quanto riguarda la chirurgia addominale. Nel caso di ferite da arma da fuoco, per esempio, Sims raccomandava necessaria la laparotomia per bloccare l'emorragia, drenare la ferita e riparare il danno: per questo venne chiamato a Parigi quando spararono al Presidente James Garfield. Questa sua pratica però ottenne consensi solo dopo la sua morte.
Anche la chirurgia cistifellea lo vide coinvolto in quanto, quando nel 1878 Sims drenò una cistifellea e ne rimosse i calcoli (calcolosi). Pubblicò subito il caso credendo che fosse il primo nel suo genere, ma invece un caso simile era già stato documentato ad Indianapolis nel 1867.
Si impegnò molto anche nell'ambito della cura del tumore in quanto cercò in tutti i modi a lui possibili di far ammettere all'interno del suo ospedale, il "Woman's Hospital", proprio i malati di cancro, intenzione fortemente contrastata in quanto molti erano a quel tempo convinti che la malattia fosse contagiosa.
Per finire, Sims va ricordato anche nell'ambito della sperimentazione perché si interessò dei trattamenti di fertilità, dell'inseminazione artificiale, dei test post-coitali, dei problemi mestruali ed anche delle applicazioni del pessario. Si deve inoltre a lui il nome dell'intervento di asportazione dei calcoli biliari: la colecistectomia.

## I suoi scritti
Oltre ad essere impegnato dal punto di vista medico in maniera diretta, con interventi chirurgici, ricerche e sperimentazioni, Sims si interessò anche dell'aspetto "giornalistico" della sua professione. Era infatti sempre informato seguendo riviste specializzate del settore, sia quelle americane che quelle inglesi, e lui stesso contribuì a queste scrivendo numerosi articoli. Cominciò ad appuntare le sue procedure con l'inizio della sua ricerca per la cura delle fistole vescico-vaginali nel 1845. Da qui la prima pubblicazione si ebbe nel gennaio del 1852 quando scrisse un articolo proprio sulla tecnica chirurgica delle stesse sull'American Journal of Medical Sciences.
Qualche anno dopo, nel 1858 circa, pubblicò invece un vero e proprio trattato, il Silver Sutures in Surgery, in cui esponeva la sua opinione riguardo all'utilizzo dei fili di argento, piuttosto che di quelli di seta, per le suture chirurgiche.
Solo tre anni dopo un altro articolo tratto un nuovo metodo per l'amputazione cervicale, nel 1861.
Trasferitosi in Europa continuò a scrivere redigendo, nel 1862, una pubblicazione sul vaginismo e poco più tardi, nel 1866, pubblicando forse il suo testo più sorprendente, le Clinical Notes on Uterine Surgery. Queste, stampate simultaneamente in inglese, francese e tedesco, riguardavano nuovi metodi di trattamento, sempre nell'ambito della chirurgia uterina, che, se pur non adottati immediatamente dagli altri medici, rivoluzionarono in breve la pratica della ginecologia.
Gli ultimi suoi scritti furono elaborati nel periodo in cui tornò a New York. Nel 1873, pubblicò un breve trattato sull'ovariectomia, e poi per finire, negli ultimi anni della sua vita, si dedicò ad un'opera autobiografica, testo che stampato a New York solo dopo la sua morte, nel 1884: "The Story of My Life".

### Opere principali
Tralasciando le pubblicazioni su riviste specializzate, le opere principali di J.Marion Sims furono:
- Silver Sutures in Surgery, William Wood, New York 1858, pp. 79
- Clinical Notes on Uterine Surgery, William Wood, New York 1866, pp. 401
- The Story of My Life, D.Appleton and company, New York 1884, pp. 471

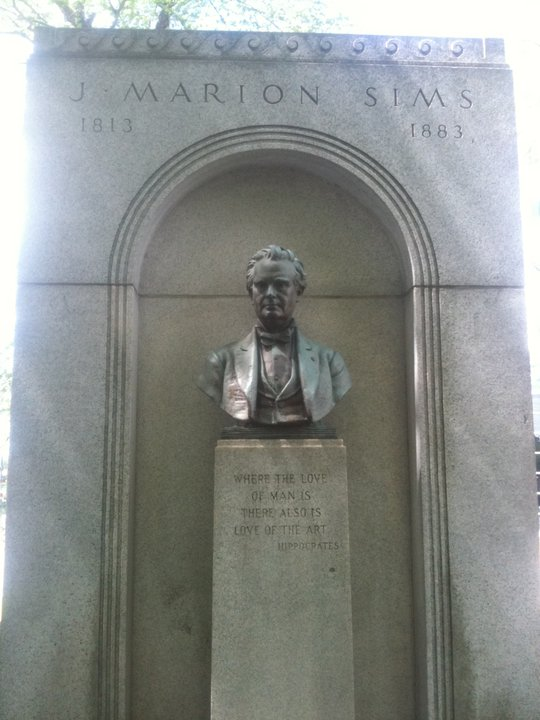
Statua di J.M. Sims situata in Columbia (Carolina del Sud)

## Sims come persona: riconoscimenti e critiche
Nel corso della sua vita, grazie al suo lavoro e alle sue innovazioni, Sims divenne molto famoso e questo gli portò sia molte onorificenze che critiche.
Venne nominato negli Stati Uniti più volte membro del Consiglio dei Chirurghi. Sempre qui venne eletto presidente dell'American Medical Association nel 1876 e nel 1880 presidente anche dell'American Gynecological Society.
Anche durante le sue permanenze in Europa, venne più e più volte premiato: nominato Cavaliere della "Legion d'Onore" in Francia nel 1881, Cavaliere dell'"Ordine di Leopoldo I" e membro dell'Accademia Reale di Medicina in Belgio, ricevette la Croce di ferro in Germania, due medaglie da parte del governo italiano e riconoscimenti anche da parte dei governi spagnolo e portoghese. Per merito della sua bravura nel campo ginecologico fu inoltre il medico personale, dal 1863 al 1866, dell'Imperatrice Eugénie.
Lavorò poi, come già sopra riportato, sotto il comando di Napoleone III, durante la guerra franco-prussiana, come chirurgo capo del Corpo dell'Ambulanza Anglo-Americana.
Nonostante tutti questi indiscussi meriti venne comunque anche criticato aspramente (ancora oggi dagli storici moderni) per alcune sue procedure adottate: innanzitutto per aver sottoposto, durante i suoi primi studi sulle fistole vescico-vaginali, le tre schiave ad interventi sperimentali senza utilizzare alcun tipo di anestesia, nonostante questa fosse già conosciuta a quel tempo. Dopo i primi ripetuti fallimenti e la sofferenza provocata a quelle donne poi, non smise di sperimentare, sempre su di loro, nuovi rimedi chirurgici. Si pensa inoltre che quelle tre ragazze, Ararcha, Betsey e Lucy, non siano state le uniche schiave di cui lui si servì. Un ulteriore motivo di critica, per cui decise di dimettersi dal Woman's Hospital, scaturì dalla sua ostinazione nel voler operare le pazienti su pubblica piazza, cioè in anfiteatri specializzati in cui potesse entrare chiunque volesse. L'ultima questione, che danneggiò la sua reputazione, derivò dall'opinione diffusa secondo la quale Sims arrivava a sottoporre donne ad interventi chirurgici, quali la clitoridectomia, non solo per cause patologiche, ma anche per presunta isteria o per comportamento "improprio", su richiesta di mariti o padri, senza quindi veri ed approvati motivi medici.
Nonostante queste critiche non siano ancora oggi spente, J.Marion Sims è ancora considerato il padre della ginecologia statunitense e proprio per questo motivo gli sono state dedicate diverse opere: una statua di bronzo ad opera di Ferdinand Freiherr von Miller (il giovane), che ritrae Sims in abiti chirurgici, prima statua negli Stati Uniti che rappresenta la figura di un medico, situata sul murò periferico di Central Park, di fronte alla New York Academy of Medicine a New York; altri monumenti in sua memoria si trovano nelle capitali sia del South Carolina che dell'Alabama: Columbia e Montgomery.